# Enrofloxacină
Enrofloxacina este un antibiotic din clasa fluorochinolonelor și este utilizată în tratamentul unor infecții bacteriene ale animalelor domestice. Căile de administrare disponibile sunt orală și subcutanată.

## Utilizare medicală
Enrofloxacina este utilizată tratamentul unor infecții bacteriene ale animalelor domestice, precum: viței, miei, iezi, purcei, câini, pisici, pui și curcani.